# Patrick Joseph Hayes
Patrick Joseph Hayes (ur. 20 listopada 1867 w Nowym Jorku, zm. 4 września 1938 tamże) – amerykański duchowny katolicki, arcybiskup Nowego Jorku (1919–1938) i kardynał.

## Życiorys
Po ukończeniu seminarium w Troy (Nowy Jork) i studiów w Waszyngtonie 8 września 1892 przyjął święcenia kapłańskie z rąk arcybiskupa Nowego Jorku Michaela Corrigana. Pracował duszpastersko do 1903. W latach 1903–1914 kanclerz kurii nowojorskiej. 3 lipca 1914 nominowany na biskupa pomocniczego Nowego Jorku. Sakry udzielił kardynał John Farley. 10 marca 1919 mianowany następcą kard. Farleya. Urząd pełnił aż do śmierci. W 1924 otrzymał kapelusz kardynalski z tytułem prezbitera Santa Maria in Via. Pochowany w katedrze nowojorskiej.